# Cairns von Melby

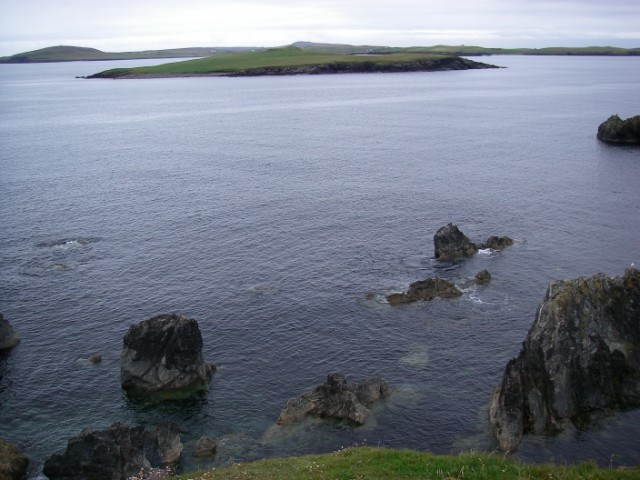
Blick auf den Holm of Melby

Die Cairns von Melby sind drei Cairns auf dem Holm of Melby, einer unbewohnten, kleinen Insel zwischen Melby im Westen der Shetlandinsel Mainland und Papa Stour bzw. Forewick Holm, am Rande der St Magnus Bay in Schottland. Sie sind seit 1953 als Scheduled Monument ausgewiesen und stehen somit unter Denkmalschutz.
Der nordwestliche Cairn hat etwa 10,0 m Durchmesser, ist erheblich gestört und hat keine sonstigen erkennbaren Merkmale.
Der nordöstliche Cairn hat etwa 19,8 m Durchmesser und ist 1,2 m hoch, wurde von den dreien vermutlich am meisten beraubt und ist mit Rasen bedeckt, durch den viele Steine hervorstehen. An den Rändern gibt es Gruppen von Steinen (vermutlich Randsteine). Eine Gruppe von drei großen Steinen, ist möglicherweise Teil einer Kammer.
Der südliche maximal 0,9 m hohe Cairn ist quadratisch und torfbedeckt. Es gibt kein Zeichen einer Kammer, obwohl einige größere Platten durch den Rasen ragen.